# Danio tinwini
Danio tinwini är en fiskart som beskrevs av Sven O. Kullander och Fang Fang Kullander 2009. Den är en av de till storleken minsta arterna i släktet Danio och familjen karpfiskar, och vuxna exemplar blir inte längre än 25,6 millimeter långa (mätt i så kallad "standardlängd" (SL) vid vetenskaplig mätning av fisk, det vill säga kroppens totala längd exklusive stjärtfenan). Inga underarter finns listade i Catalogue of Life.